# 稲敷郡

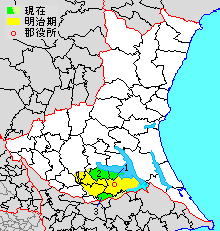
茨城県稲敷郡の範囲（1.美浦村 2.阿見町 3.河内町 水色・薄緑：後に他郡から編入した区域）

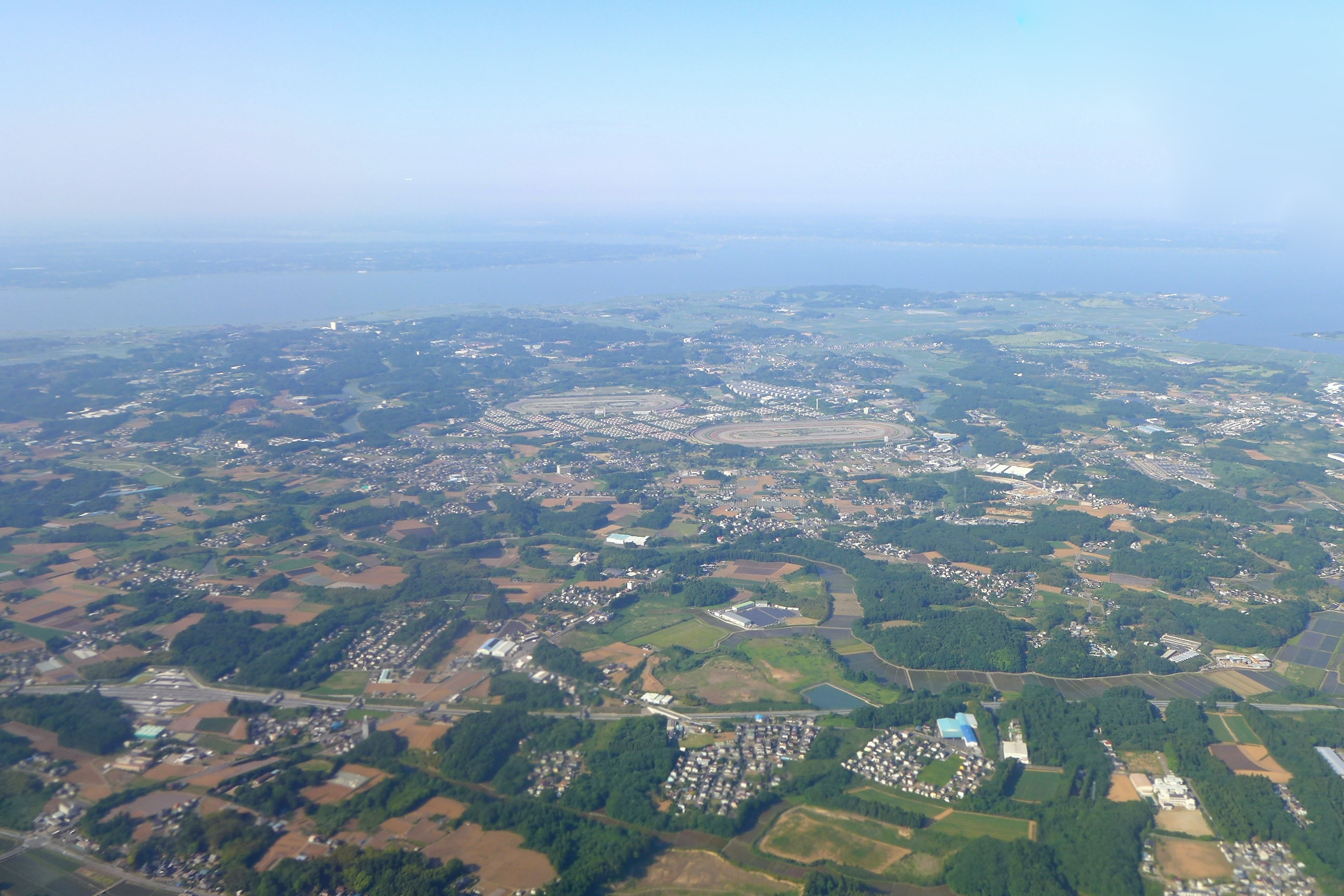
霞ヶ浦と美浦村付近

稲敷郡（いなしきぐん）は、茨城県の郡。
人口71,361人、面積182.31km²、人口密度391人/km²。（2025年7月1日、推計人口）
以下の2町1村を含む。
- 美浦村（みほむら）
- 阿見町（あみまち）
- 河内町（かわちまち）

## 郡域
1896年（明治29年）に行政区画として発足した当時の郡域は、下記の区域にあたる。
- 土浦市の一部（荒川沖・沖新田・荒川沖西・荒川沖東・中荒川沖町・北荒川沖町[1]）
- 龍ケ崎市の大部分（川原代町、長沖新田町、須藤堀町以南を除く）
- 牛久市の全域
- つくば市の一部（樋の沢、西大井、牧園、高野台、鷹野原、中山、若葉、若栗以南[1]）
- 稲敷市の大部分（清久島、橋向、佐原組新田、手賀組新田、八千石、上之島、本新以南を除く）
- 美浦村、阿見町の全域
- 河内町の一部（長竿、田川以西）
- 千葉県印旛郡栄町の一部（生板鍋子新田・龍ケ崎町歩）

## 歴史
- 1896年（明治29年）

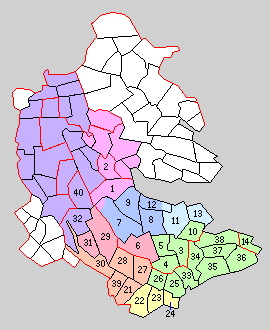
1.東村 2.中家村 3.江戸崎町 4.君賀村 5.沼里村 6.奥野村 7.朝日村 8.君原村 9.阿見村 10.鳩崎村 11.木原村 12.舟島村 13.安中村 14.浮島村 21.大宮村 22.生板村 23.源清田村 24.長竿村 25.柴崎村 26.根本村 27.長戸村 28.八原村 29.岡田村 30.馴柴村 31.牛久村 32.茎崎村 33.太田村 34.高田村 35.大須賀村 36.伊崎村 37.阿波村 38.古渡村 39.龍ケ崎町 40.小野川村（桃：土浦市 橙：龍ケ崎市 赤：牛久市 紫：つくば市 黄：河内町 緑：稲敷市 青：阿見町 水色：美浦村）

  - 4月1日 - 郡制の施行のため、河内郡の大部分（小野川村を除く）・信太郡の大部分（東村・中家村を除く）の区域をもって発足。（2町29村）
    - 旧・信太郡（1町11村） - 朝日村（現・阿見町、土浦市）、阿見村、君原村（現・阿見町）、舟島村（現・阿見町、美浦村）、安中村、木原村（現・美浦村）、江戸崎町、君賀村、沼里村、鳩崎村、浮島村（現・稲敷市）、奥野村（現・牛久市）
    - 旧・河内郡（1町18村） - 龍ケ崎町、大宮村、長戸村、馴柴村、八原村（現・龍ケ崎市）、牛久村、岡田村、古渡村、阿波村、高田村、太田村、柴崎村、根本村、伊崎村（現・牛久市）、大須賀村（現・稲敷市）、生板村、源清田村、長竿村（現・河内町）、茎崎村（現・つくば市）

  - 7月1日 - 郡制を施行。郡役所が江戸崎町に設置。
- 1899年（明治32年）4月1日 - 千葉県香取郡本新島村の一部と新島村の一部、佐原町の一部が合併して稲敷郡本新島村を新設、および十余島村、金江津村の所属郡が本郡に変更。（2町32村）
- 1923年（大正12年）3月31日 - 郡会が廃止。郡役所は存続。
- 1926年（大正15年）6月30日 - 郡役所が廃止。以降は地域区分名称となる。
- 1942年（昭和17年）8月1日 - 源清田村・長竿村が合併して瑞穂村が発足。（2町31村）
- 1945年（昭和20年）5月7日 - 阿見村が町制施行して阿見町となる。（3町30村）
- 1947年（昭和22年）9月1日 - 朝日村の一部（荒川沖・沖新田）が土浦市に編入。
- 1949年（昭和24年）8月1日 - 瑞穂村の一部（源清田・手栗・羽子騎・猿島新田・宮淵鍋子新田・古河林・平三郎町歩・布鎌町歩）が分立して源清田村が発足。（3町31村）
- 1950年（昭和25年）11月3日 - 瑞穂村が改称して長竿村となる。
- 1954年（昭和29年）
  - 1月1日 - 牛久村が町制施行して牛久町となる。（4町30村）
  - 3月20日 - 龍ケ崎町が馴柴村・大宮村・八原村・長戸村・北相馬郡川原代村・北文間村を編入のうえ即日市制施行して龍ケ崎市となり、郡より離脱。（3町26村）
  - 4月1日 - 牛久町・岡田村が合併し、改めて牛久町が発足。（3町25村）
  - 11月3日 - 江戸崎町・君賀村・沼里村・鳩崎村・高田村が合併し、改めて江戸崎町が発足。（3町21村）
- 1955年（昭和30年）
  - 1月5日 - 十余島村・本新島村・伊崎村が合併して東村が発足。（3町19村）
  - 2月10日 - 奥野村が牛久町に編入。（3町18村）
  - 4月1日（3町12村）
    - 根本村・柴崎村・太田村が合併して新利根村が発足。
    - 古渡村・浮島村が合併して桜川村が発足。
    - 阿見町・朝日村・君原村が合併し、改めて阿見町が発足。
    - 木原村・安中村および舟島村の一部（舟子）が合併して霞村が発足。霞村は即日改称して美浦村となる。

  - 4月20日 - 舟島村の残部が阿見町に編入。（3町11村）
  - 5月3日 - 生板村・源清田村・長竿村が合併して河内村が発足。（3町9村）
- 1956年（昭和31年）
  - 1月1日 - 河内村の一部（生板鍋子新田・龍ケ崎町歩の各一部）が千葉県印旛郡栄町に編入。
  - 9月30日 - 阿波村が桜川村に編入。（3町8村）
- 1958年（昭和33年）
  - 2月15日 - 金江津村が河内村に編入。（3町7村）
  - 2月20日 - 大須賀村が東村に編入。（3町6村）
- 1983年（昭和58年）1月1日 - 茎崎村が町制施行して茎崎町となる。（4町5村）
- 1986年（昭和61年）6月1日 - 牛久町が市制施行して牛久市となり、郡より離脱。（3町5村）
- 1996年（平成8年）
  - 6月1日（5町3村）
    - 新利根村が町制施行して新利根町となる。
    - 河内村が町制施行して河内町となる。

  - 9月1日 - 東村が町制施行して東町となる。（6町2村）
- 2002年（平成14年）11月1日 - 茎崎町がつくば市に編入。（5町2村）
- 2005年（平成17年）3月22日 - 江戸崎町・新利根町・東町・桜川村が合併して稲敷市が発足し、郡より離脱。（2町1村）
- 2027年（令和9年）11月1日 - 2025年の国勢調査で人口が5万人を超えていた場合、阿見町が市制施行して阿見市となり、郡より離脱する予定[2]。（1町1村となる見込み）

### 変遷表
|                        | 明治22年4月1日         | 明治29年4月1日                    | 明治29年 - 大正15年               | 昭和1年 - 昭和19年              | 昭和20年 - 昭和29年             | 昭和20年 - 昭和29年                                                                      | 昭和30年 - 昭和39年                                                                      | 昭和30年 - 昭和39年                                                           | 昭和40年 - 昭和64年            | 平成1年 - 現在                 | 平成1年 - 現在     | 現在     |
| ---------------------- | ---------------------- | --------------------------------- | --------------------------------- | ------------------------------- | ------------------------------- | ---------------------------------------------------------------------------------------- | ---------------------------------------------------------------------------------------- | ----------------------------------------------------------------------------- | ------------------------------ | ------------------------------ | ------------------ | -------- |
|                        | 河内郡 龍ケ崎町        | 稲敷郡が発足                      | 龍ケ崎町                          | 龍ケ崎町                        | 昭和29年3月20日 市制            | 昭和29年3月20日 市制                                                                     | 龍ケ崎市                                                                                 | 龍ケ崎市                                                                      | 龍ケ崎市                       | 龍ケ崎市                       | 龍ケ崎市           | 龍ケ崎市 |
| 河内郡 馴柴村          | 稲敷郡が発足           | 馴柴村                            | 馴柴村                            | 昭和29年3月20日 龍ケ崎市に編入  | 昭和29年3月20日 龍ケ崎市に編入  |                                                                                          | 龍ケ崎市                                                                                 | 龍ケ崎市                                                                      | 龍ケ崎市                       | 龍ケ崎市                       | 龍ケ崎市           | 龍ケ崎市 |
| 河内郡 大宮村          | 稲敷郡が発足           | 大宮村                            | 大宮村                            | 昭和29年3月20日 龍ケ崎市に編入  | 昭和29年3月20日 龍ケ崎市に編入  |                                                                                          | 龍ケ崎市                                                                                 | 龍ケ崎市                                                                      | 龍ケ崎市                       | 龍ケ崎市                       | 龍ケ崎市           | 龍ケ崎市 |
| 河内郡 八原村          | 稲敷郡が発足           | 八原村                            | 八原村                            | 昭和29年3月20日 龍ケ崎市に編入  | 昭和29年3月20日 龍ケ崎市に編入  |                                                                                          | 龍ケ崎市                                                                                 | 龍ケ崎市                                                                      | 龍ケ崎市                       | 龍ケ崎市                       | 龍ケ崎市           | 龍ケ崎市 |
| 河内郡 長戸村          | 稲敷郡が発足           | 長戸村                            | 長戸村                            | 昭和29年3月20日 龍ケ崎市に編入  | 昭和29年3月20日 龍ケ崎市に編入  |                                                                                          | 龍ケ崎市                                                                                 | 龍ケ崎市                                                                      | 龍ケ崎市                       | 龍ケ崎市                       | 龍ケ崎市           | 龍ケ崎市 |
| 河内郡 牛久村          | 稲敷郡が発足           | 牛久村                            | 牛久村                            | 昭和29年1月1日 町制             | 昭和29年1月1日 牛久町           | 牛久町                                                                                   | 牛久町                                                                                   | 昭和61年6月1日 市制                                                           | 牛久市                         | 牛久市                         | 牛久市             |          |
| 河内郡 岡田村          | 稲敷郡が発足           | 岡田村                            | 岡田村                            | 岡田村                          | 昭和29年1月1日 牛久町           | 牛久町                                                                                   | 牛久町                                                                                   | 昭和61年6月1日 市制                                                           | 牛久市                         | 牛久市                         | 牛久市             |          |
| 信太郡 奥野村          | 稲敷郡が発足           | 奥野村                            | 奥野村                            | 奥野村                          | 奥野村                          | 昭和30年3月10日 牛久町に編入                                                             | 昭和30年3月10日 牛久町に編入                                                             | 昭和61年6月1日 市制                                                           | 牛久市                         | 牛久市                         | 牛久市             |          |
| 河内郡 茎崎村          | 稲敷郡が発足           | 茎崎村                            | 茎崎村                            | 茎崎村                          | 茎崎村                          | 茎崎村                                                                                   | 茎崎村                                                                                   | 昭和58年1月1日 町制 茎崎町                                                    | 平成14年11月1日 つくば市に編入 | 平成14年11月1日 つくば市に編入 | つくば市           |          |
| 河内郡 小野川村        | 筑波郡に移行           | 筑波郡 小野川村                   | 筑波郡 小野川村                   | 筑波郡 小野川村                 | 筑波郡 小野川村                 | 昭和30年3月31日 谷田部町・小野川村・葛城村・島名村、真瀬村の一部が合併し、谷田部町が発足 | 昭和30年3月31日 谷田部町・小野川村・葛城村・島名村、真瀬村の一部が合併し、谷田部町が発足 | 昭和62年11月30日 谷田部町・豊里町・大穂町が新治郡桜村と合併し、つくば市が発足 | つくば市                       | つくば市                       | つくば市           |          |
| 信太郡 江戸崎町        | 稲敷郡が発足           | 江戸崎町                          | 江戸崎町                          | 昭和29年11月3日 江戸崎町        | 昭和29年11月3日 江戸崎町        | 江戸崎町                                                                                 | 江戸崎町                                                                                 | 江戸崎町                                                                      | 江戸崎町                       | 平成17年3月22日 稲敷市         | 稲敷市             |          |
| 信太郡 君賀村          | 稲敷郡が発足           | 君賀村                            | 君賀村                            | 昭和29年11月3日 江戸崎町        | 昭和29年11月3日 江戸崎町        | 江戸崎町                                                                                 | 江戸崎町                                                                                 | 江戸崎町                                                                      | 江戸崎町                       | 平成17年3月22日 稲敷市         | 稲敷市             |          |
| 信太郡 鳩崎村          | 稲敷郡が発足           | 鳩崎村                            | 鳩崎村                            | 昭和29年11月3日 江戸崎町        | 昭和29年11月3日 江戸崎町        | 江戸崎町                                                                                 | 江戸崎町                                                                                 | 江戸崎町                                                                      | 江戸崎町                       | 平成17年3月22日 稲敷市         | 稲敷市             |          |
| 信太郡 沼里村          | 稲敷郡が発足           | 沼里村                            | 沼里村                            | 昭和29年11月3日 江戸崎町        | 昭和29年11月3日 江戸崎町        | 江戸崎町                                                                                 | 江戸崎町                                                                                 | 江戸崎町                                                                      | 江戸崎町                       | 平成17年3月22日 稲敷市         | 稲敷市             |          |
| 河内郡 高田村          | 稲敷郡が発足           | 高田村                            | 高田村                            | 昭和29年11月3日 江戸崎町        | 昭和29年11月3日 江戸崎町        | 江戸崎町                                                                                 | 江戸崎町                                                                                 | 江戸崎町                                                                      | 江戸崎町                       | 平成17年3月22日 稲敷市         | 稲敷市             |          |
| 信太郡 浮島村          | 稲敷郡が発足           | 浮島村                            | 浮島村                            | 浮島村                          | 浮島村                          | 昭和30年4月1日 桜川村                                                                    | 桜川村                                                                                   | 桜川村                                                                        | 桜川村                         | 平成17年3月22日 稲敷市         | 稲敷市             |          |
| 河内郡 古渡村          | 稲敷郡が発足           | 古渡村                            | 古渡村                            | 古渡村                          | 古渡村                          | 昭和30年4月1日 桜川村                                                                    | 桜川村                                                                                   | 桜川村                                                                        | 桜川村                         | 平成17年3月22日 稲敷市         | 稲敷市             |          |
| 河内郡 阿波村          | 稲敷郡が発足           | 阿波村                            | 阿波村                            | 阿波村                          | 阿波村                          | 阿波村                                                                                   | 昭和31年9月30日 桜川村に編入                                                             | 桜川村                                                                        | 桜川村                         | 平成17年3月22日 稲敷市         | 稲敷市             |          |
| 河内郡 根本村          | 稲敷郡が発足           | 根本村                            | 根本村                            | 根本村                          | 根本村                          | 昭和30年4月1日 新利根村                                                                  | 昭和30年4月1日 新利根村                                                                  | 新利根村                                                                      | 平成8年6月1日 町制 新利根町    | 平成17年3月22日 稲敷市         | 稲敷市             |          |
| 河内郡 柴崎村          | 稲敷郡が発足           | 柴崎村                            | 柴崎村                            | 柴崎村                          | 柴崎村                          | 昭和30年4月1日 新利根村                                                                  | 昭和30年4月1日 新利根村                                                                  | 新利根村                                                                      | 平成8年6月1日 町制 新利根町    | 平成17年3月22日 稲敷市         | 稲敷市             |          |
| 河内郡 太田村          | 稲敷郡が発足           | 太田村                            | 太田村                            | 太田村                          | 太田村                          | 昭和30年4月1日 新利根村                                                                  | 昭和30年4月1日 新利根村                                                                  | 新利根村                                                                      | 平成8年6月1日 町制 新利根町    | 平成17年3月22日 稲敷市         | 稲敷市             |          |
| 河内郡 大須賀村        | 稲敷郡が発足           | 大須賀村                          | 大須賀村                          | 大須賀村                        | 大須賀村                        | 大須賀村                                                                                 | 昭和33年2月20日 東村に編入                                                               | 東村                                                                          | 平成8年9月1日 町制 東町        | 平成17年3月22日 稲敷市         | 稲敷市             |          |
| 河内郡 伊崎村          | 稲敷郡が発足           | 伊崎村                            | 伊崎村                            | 伊崎村                          | 伊崎村                          | 昭和30年1月5日 東村                                                                      | 東村                                                                                     | 東村                                                                          | 平成8年9月1日 町制 東町        | 平成17年3月22日 稲敷市         | 稲敷市             |          |
| 千葉県 香取郡 十余島村 | 千葉県 香取郡 十余島村 | 明治32年4月1日 茨城県稲敷郡に移行 | 十余島村                          | 十余島村                        | 十余島村                        | 昭和30年1月5日 東村                                                                      | 東村                                                                                     | 東村                                                                          | 平成8年9月1日 町制 東町        | 平成17年3月22日 稲敷市         | 稲敷市             |          |
| 千葉県 香取郡 本新島村 | 千葉県 香取郡 本新島村 | 明治32年4月1日 茨城県稲敷郡に移行 | 本新島村                          | 本新島村                        | 本新島村                        | 昭和30年1月5日 東村                                                                      | 東村                                                                                     | 東村                                                                          | 平成8年9月1日 町制 東町        | 平成17年3月22日 稲敷市         | 稲敷市             |          |
| 千葉県 香取郡 金江津村 | 千葉県 香取郡 金江津村 | 明治32年4月1日 茨城県稲敷郡に移行 | 金江津村                          | 金江津村                        | 金江津村                        | 金江津村                                                                                 | 昭和33年2月15日 河内村に編入                                                             | 河内村                                                                        | 平成8年6月1日 町制             | 平成8年6月1日 町制             | 河内町             |          |
| 河内郡 長竿村          | 稲敷郡が発足           | 長竿村                            | 昭和17年8月1日 瑞穂村             | 瑞穂村                          | 昭和25年8月1日 長竿村に改称     | 昭和30年5月3日 河内村                                                                    | 河内村                                                                                   | 河内村                                                                        | 平成8年6月1日 町制             | 平成8年6月1日 町制             | 河内町             |          |
| 河内郡 源清田村        | 稲敷郡が発足           | 源清田村                          | 昭和17年8月1日 瑞穂村             | 昭和24年8月1日 源清田村分立     | 源清田村                        | 昭和30年5月3日 河内村                                                                    | 河内村                                                                                   | 河内村                                                                        | 平成8年6月1日 町制             | 平成8年6月1日 町制             | 河内町             |          |
| 河内郡 生板村          | 稲敷郡が発足           | 生板村                            | 生板村                            | 生板村                          | 生板村                          | 昭和30年5月3日 河内村                                                                    | 河内村                                                                                   | 河内村                                                                        | 平成8年6月1日 町制             | 平成8年6月1日 町制             | 河内町             |          |
| 河内郡 生板村          | 稲敷郡が発足           | 生板村                            | 生板村                            | 生板村                          | 生板村                          | 昭和30年5月3日 河内村                                                                    | 昭和24年8月1日 旧生板村の一部千葉県印旛郡栄町に編入                                      | 千葉県 印旛郡 栄町                                                            | 千葉県 印旛郡 栄町             | 千葉県 印旛郡 栄町             | 千葉県 印旛郡 栄町 |          |
| 信太郡 木原村          | 稲敷郡が発足           | 木原村                            | 木原村                            | 木原村                          | 木原村                          | 昭和30年4月1日 美浦村                                                                    | 美浦村                                                                                   | 美浦村                                                                        | 美浦村                         | 美浦村                         | 美浦村             |          |
| 信太郡 安中村          | 稲敷郡が発足           | 安中村                            | 安中村                            | 安中村                          | 安中村                          | 昭和30年4月1日 美浦村                                                                    | 美浦村                                                                                   | 美浦村                                                                        | 美浦村                         | 美浦村                         | 美浦村             |          |
| 信太郡 舟島村          | 稲敷郡が発足           | 舟島村                            | 舟島村                            | 舟島村                          | 舟島村                          | 昭和30年4月1日 美浦村へ一部編入                                                          | 美浦村                                                                                   | 美浦村                                                                        | 美浦村                         | 美浦村                         | 美浦村             |          |
| 信太郡 舟島村          | 稲敷郡が発足           | 舟島村                            | 舟島村                            | 舟島村                          | 舟島村                          | 舟島村                                                                                   | 昭和30年4月20日 阿見町に編入                                                             | 阿見町                                                                        | 阿見町                         | 阿見町                         | 阿見町             |          |
| 信太郡 阿見村          | 稲敷郡が発足           | 阿見村                            | 阿見村                            | 昭和20年5月7日 町制             | 昭和20年5月7日 町制             | 昭和30年4月1日 阿見町                                                                    | 昭和30年4月1日 阿見町                                                                    | 阿見町                                                                        | 阿見町                         | 阿見町                         | 阿見町             |          |
| 信太郡 君原村          | 稲敷郡が発足           | 君原村                            | 君原村                            | 君原村                          | 君原村                          | 昭和30年4月1日 阿見町                                                                    | 昭和30年4月1日 阿見町                                                                    | 阿見町                                                                        | 阿見町                         | 阿見町                         | 阿見町             |          |
| 信太郡 朝日村          | 稲敷郡が発足           | 朝日村                            | 朝日村                            | 朝日村                          | 朝日村                          | 昭和30年4月1日 阿見町                                                                    | 昭和30年4月1日 阿見町                                                                    | 阿見町                                                                        | 阿見町                         | 阿見町                         | 阿見町             |          |
| 信太郡 朝日村          | 稲敷郡が発足           | 朝日村                            | 朝日村                            | 昭和22年9月1日 土浦市に一部編入 | 昭和22年9月1日 土浦市に一部編入 | 土浦市                                                                                   | 土浦市                                                                                   | 土浦市                                                                        | 土浦市                         | 土浦市                         | 土浦市             |          |
| 信太郡 中家村          | 新治郡へ移行           | 新治郡 中家村                     | 昭和12年4月1日 新治郡土浦町へ編入 | 昭和15年11月3日 市制            | 土浦市                          | 土浦市                                                                                   | 土浦市                                                                                   | 土浦市                                                                        | 土浦市                         | 土浦市                         | 土浦市             |          |
| 信太郡 東村            | 新治郡へ移行           | 新治郡 東村                       | 昭和14年6月1日 新治郡土浦町へ編入 | 昭和15年11月3日 市制            | 土浦市                          | 土浦市                                                                                   | 土浦市                                                                                   | 土浦市                                                                        | 土浦市                         | 土浦市                         | 土浦市             |          |

## 行政
歴代郡長
| 代 | 氏名       | 就任年月日              | 退任年月日                | 備考                 |
| -- | ---------- | ----------------------- | ------------------------- | -------------------- |
| 1  | 安井誠一郎 | 大正9年（1920年）4月1日 | 大正15年（1926年）6月30日 | 郡役所廃止により廃官 |